# Agoràcrit de Paros

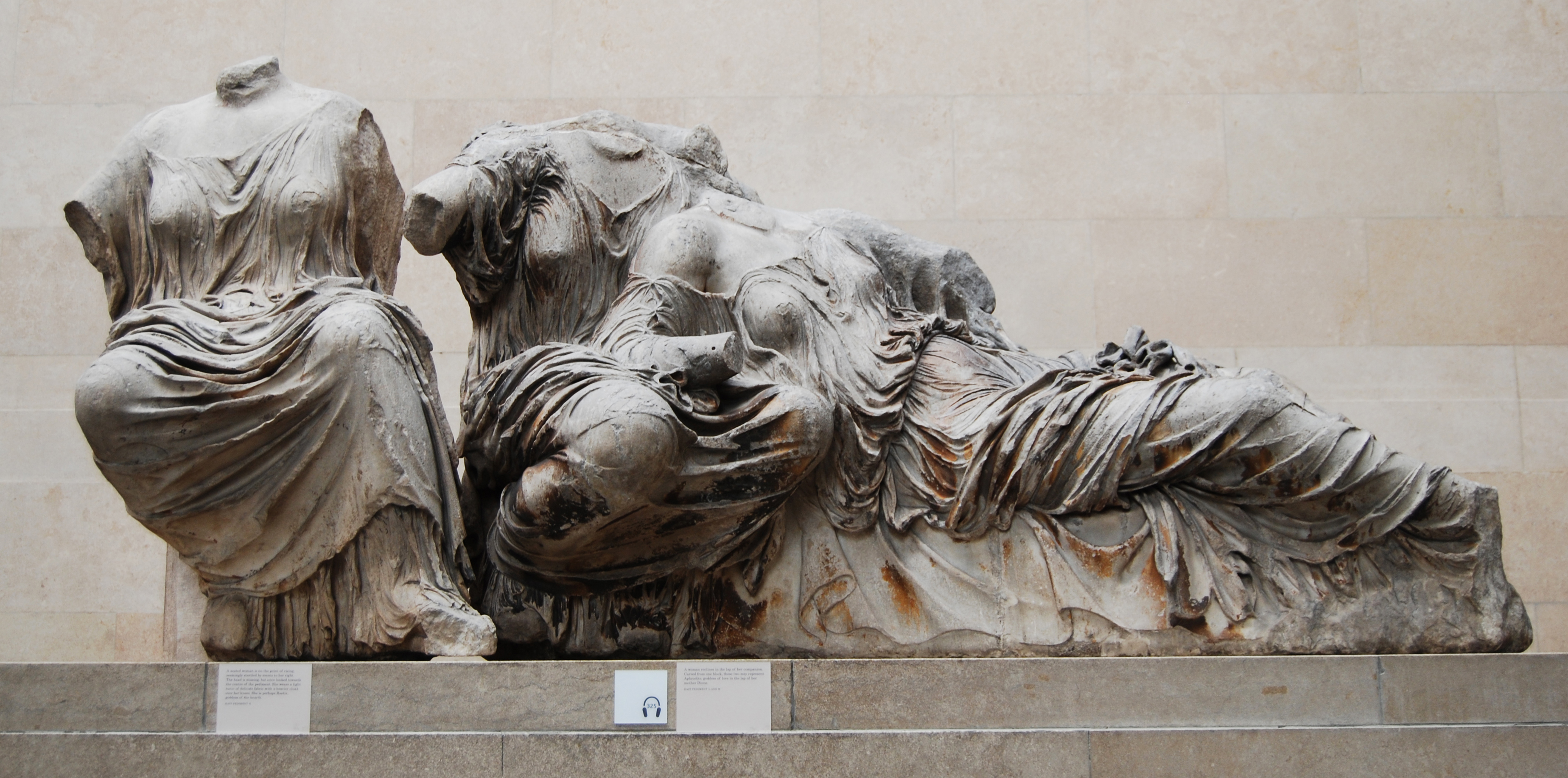
Detall del fris del Partenó exposat al Museu Britànic, museu que va acollir un fragment de l'obra d'Agoràcrit fins a finals del.

Agoràcrit de Paros (en llatí Agoracritus, en grec antic Ἀγοράκριτος) fou un escultor grec nascut a Paros, que va viure al segle V aC. Era l'alumne preferit de Fídies, segons Pausànies, i Plini el Vell diu que el mateix Fídies va signar algunes obres amb el nom del seu deixeble.
Només es mencionen quatre obres d'Agoràcrit: una estàtua de Zeus, una d'Atena Itònia, (ambdues al temple de la deessa Atena a Atenes, segons Pausànies), una estàtua probablement de Cibeles (al temple de Cibeles a Atenes), i una de Nèmesi. D'aquesta darrera Plini diu que era inicialment una estàtua de Venus que Agoràcrit va fer en competència amb Alcàmenes d'Atenes, un altre deixeble de Fídies, i que els atenencs van ser parcials i van triar l'obra del seu conciutadà. Llavors l'escultor derrotat va convertir la seva estàtua en una de Nèmesi i la va vendre al poble de Rhamnos amb la condició que mai anés a Atenes. Pausànies, sense dir res sobre Alcàmenes, diu que aquesta Nèmesi estava feta amb marbre de Paros, que Datis i Artafernes, militars perses, van portar amb la intenció d'aixecar un trofeu. Aquesta versió de Pausànies ha estat rebutjada, ja que l'estàtua era de marbre pentèlic, com diuen Joan Tzetzes, Suides, i Foci, que expliquen la història de Plini amb diverses variants.